# Chibolo
Chibolo (également orthographié Chivolo) est une municipalité située dans le département de Magdalena en Colombie.